# Colin Killoran
Colin Killoran (japanisch キローラン 木鈴 Killoran Colin; * 7. April 1992 in Tokio, Präfektur Tokio) ist ein japanischer Fußballspieler.

## Karriere
Colin Killoran erlernte das Fußballspielen in der Jugendmannschaft von Tokyo Verdy. Hier unterschrieb er 2011 auch seinen ersten Profivertrag. Der Verein spielte in der zweithöchsten Liga des Landes, der J2 League. 2012 wurde er an den Ligakonkurrenten Giravanz Kitakyushu ausgeliehen. Für den Verein absolvierte er 29 Ligaspiele. 2013 kehrte er zu Tokyo Verdy zurück. Für den Verein absolvierte er vier Ligaspiele. Im Juli 2015 wurde er an den Drittligisten Blaublitz Akita ausgeliehen. Für Akita absolvierte er 11 Ligaspiele. 2016 ging er nach Deutschland, wo er sich Hilal Bergheim in Bergheim. Nach einer Saison kehrte er nach Japan zurück und unterschrieb er in Suzuka einen Vertrag beim Viertligisten Suzuka Point Getters. Im Januar 2021 verpflichtete ihn der Regionalligist Vonds Ichihara. Mit dem Klub aus Ichihara spielt er in der Kanto Soccer League (Div.1).

## Persönliches
Colin Killoran ist der Sohn einer Japanerin und eines Iren. Er ist der Bruder von Eugene Killoran und der Zwillingsbruder von Niall Killoran.